# Schaprode

Situation de Schaprode.

Schaprode est une commune d'Allemagne à l’extrémité occidentale de l'île de Rügen, appartenant au Land du Mecklembourg-Poméranie-Occidentale.
La commune comprend le village de Schaprode, et aussi ceux de Granskevitz (connu pour son manoir construit en 1570), Lehsten, Neuholstein, Poggenhof, Seehof, Streu (connu pour son manoir construit par les chevaliers von der Osten) et Udars (connu pour son manoir du XVIIe siècle).

## Histoire
La commune est un endroit de peuplement des plus anciens de Rügen. Elle a été citée pour la première fois en 1193 et dépendait d'une principauté slave. Schaprode fait partie de la principauté de Rügen en 1326, puis du duché de Poméranie. Les traités de Westphalie donnent l'île en 1648 à la Poméranie suédoise. Après le congrès de Vienne, l'île fait partie de la Nouvelle-Poméranie, appartenant à la province de Poméranie, en royaume de Prusse. Nombre de terres agricoles appartenaient à la famille von Platen.
Schaprode fait partie désormais de l'arrondissement de Rügen, après avoir fait partie pendant la période de la république démocratique allemande du district de Rügen au sein du district de Rostock.

## Tourisme
Le port de Schaprode permet de relier la commune à l'île de Hiddensee, où les automobiles sont interdites.